# U-106 (tàu ngầm Đức) (1940)
U-106 là một tàu ngầm tuần dương  Lớp Type IX thuộc phân lớp Type IXB được Hải quân Đức Quốc Xã chế tạo trong Chiến tranh Thế giới thứ hai. Nhập biên chế năm 1939, nó đã thực hiện tổng cộng mười chuyến tuần tra, đánh chìm tổng cộng 22 tàu buôn có tổng tải trọng 138.581 GRT, đồng thời gây hư hại cho hai tàu buôn tải trọng 12.634 GRT, thiết giáp hạm HMS Malaya 31.100 tấn và một tàu chiến phụ trợ tải trọng 8.246 GRT. Sự kiện U-106 đánh chìm tàu chở dầu  Faja de Oro đã thúc đẩy Mexico tham gia Thế Chiến II theo phe Đồng Minh. Trong chuyến tuần tra cuối cùng tại Đại Tây Dương, U-106 bị máy bay Anh và Australia đánh chìm về phía Tây Bắc Tây Ban Nha vào ngày 2 tháng 8, 1943.

## Thiết kế và chế tạo

### Thiết kế
Thiết kế của tàu ngầm Type IXB là phiên bản nâng cấp nhỏ từ Type IXA, tăng thêm trữ lượng nhiên liệu để kéo dài tầm xa hoạt động. Chúng có trọng lượng choán nước 1.051 t (1.034 tấn Anh) khi nổi và 1.178 t (1.159 tấn Anh) khi lặn. Con tàu có chiều dài chung 76,50 m (251 ft 0 in), lớp vỏ trong chịu áp lực dài 58,75 m (192 ft 9 in), mạn tàu rộng 6,51 m (21 ft 4 in), chiều cao 9,60 m (31 ft 6 in) và mớn nước 4,70 m (15 ft 5 in).
Chúng trang bị hai động cơ diesel MAN M 9 V 40/46 siêu tăng áp 9-xy lanh 4 thì, tổng công suất 4.400 PS (3.200 kW; 4.300 bhp), dẫn động hai trục chân vịt đường kính 1,92 m (6,3 ft), cho phép đạt tốc độ tối đa 18,2 kn (33,7 km/h), và tầm hoạt động tối đa 12.000 nmi (22.000 km) khi đi tốc độ đường trường 10 kn (19 km/h). Khi đi ngầm dưới nước, chúng sử dụng hai động cơ/máy phát điện Siemens-Schuckert 2 GU 345/34 tổng công suất 1.000 PS (740 kW; 990 shp). Tốc độ tối đa khi lặn là 7,3 kn (13,5 km/h), và tầm hoạt động 64 nmi (119 km) ở tốc độ 4 kn (7,4 km/h). Con tàu có khả năng lặn sâu đến 230 m (750 ft).
Vũ khí trang bị có sáu ống phóng ngư lôi 53,3 cm (21 in), bao gồm bốn ống trước mũi và hai ống phía đuôi, và mang theo tổng cộng 22 quả ngư lôi 53,3 cm (21 in). Tàu ngầm Type IX trang bị một hải pháo 10,5 cm (4,1 in) SK C/32 với 110 quả đạn, một pháo phòng không 3,7 cm (1,5 in) SK C/30 và hai pháo phòng không 2 cm (0,79 in) C/30. Thủy thủ đoàn bao gồm 4 sĩ quan và 44 thủy thủ.

### Chế tạo
U-106 được đặt hàng vào ngày 24 tháng 7, 1938, và được đặt lườn tại xưởng tàu AG Weser của hãng DeSchiMAG ở Bremen vào ngày 26 tháng 11, 1939. Nó được hạ thủy vào ngày 17 tháng 6, 1940, và nhập biên chế cùng Hải quân Đức Quốc Xã vào ngày 24 tháng 9, 1940 dưới quyền chỉ huy của Hạm trưởng, Đại úy Hải quân Jürgen Oesten.

## Lịch sử hoạt động

### 1941

#### Chuyến tuần tra thứ nhất
U-106 xuất phát từ Kiel vào ngày 4 tháng 1, 1941 cho chuyến tuần tra đầu tiên trong chiến tranh. Nó tiến ra Bắc Hải, rồi băng qua khe GIUK giữa các quần đảo Shetland và Faroe để hoạt động trong vùng biển Bắc Đại Tây Dương về phía Tây Ireland (Khu vực Tiếp cận phía Tây). Ở vị trí 230 nmi (430 km) về phía Tây Bắc Rockall, nó đã phóng ngư lôi đánh chìm tàu buôn Anh Zealandic 10.578 GRT vào ngày 17 tháng 1, và tàu buôn Ai Cập Sesostris 2.962 GRT, vốn bị phân tán khỏi Đoàn tàu SC 19, vào ngày 29 tháng 1. U-106 kết thúc chuyến tuần tra và đi đến cảng Lorient bên bờ biển Đại Tây Dương của Pháp đã bị Đức chiếm đóng, đến nơi vào ngày 10 tháng 2. Lorient trở thành căn cứ hoạt động của U-106 trong suốt thời gian còn lại của quãng đời hoạt động.

#### Chuyến tuần tra thứ hai
Chuyến tuần tra tiếp theo, kéo dài từ ngày 26 tháng 2 đến ngày 17 tháng 6, trở thành chuyến tuần tra dài ngày nhất của U-106 với 112 ngày hoạt động trên biển, khi nó hướng xuống phía Nam để hoạt động dọc bờ biển Tây Phi và cho đến tận khu vực ngoài khơi Nam Mỹ. Mục tiêu đầu tiên bị nó đánh chìm là chiếc tàu buôn Anh Memnon 7.506 GRT ở vị trí 200 nmi (370 km) về phía Tây mũi Blanco, Tây Phi thuộc Pháp vào ngày 11 tháng 3. Trong vòng một tháng tiếp theo, chiếc U-boat đã đánh chìm thêm bảy tàu buôn và gây hư hại cho hai chiếc khác, bao gồm thiết giáp hạm HMS Malaya (31,100 tấn), tại khu vực phụ cận Senegal và quần đảo Cabo Verde.

#### Chuyến tuần tra thứ ba
U-106 khởi hành từ cảng Lorient vào ngày 11 tháng 8 cho chuyến tuần tra thứ ba, và đã hoạt động trong Bắc Đại Tây Dương tại các Khu vực Tiếp cận phía Tây, về phía Tây quần đảo Azores và kéo dài cho đến Bồ Đào Nha. Nó không đánh chìm được mục tiêu nào trước khi quay trở về Lorient vào ngày 11 tháng 9, nhưng đã gặp gỡ chiếc Anneliese Essberger tại tọa độ 37°55′B 37°24′T / 37,917°B 37,4°T vào ngày 2 tháng 9, rồi hộ tống chiếc tàu chở hàng Đức cho đến ngày 8 tháng 9, khi họ đi đến bờ biển phía Tây cùa Tây Ban Nha, nơi Anneliese Essberger tách ra để hướng đến cảng Bordeaux, Pháp.

#### Chuyến tuần tra thứ tư
Sau khi xuất phát từ cảng Lorient vào ngày 21 tháng 10 cho chuyến tuần tra thứ tư, U-106 gặp phải tai nạn chỉ hai ngày sau đó, khi toàn bộ bốn thành viên trực trên cầu tàu bị sóng cuốn xuống biển thiệt mạng ở vị trí về phía Tây vịnh Biscay. Chiếc U-boat đã đánh chìm được chiếc tàu buôn Anh King Malcolm 5.120 GRT ở giữa Đại Tây Dương vào ngày 28 tháng 10, và gây hư hại cho chiếc tàu tiếp dầu Hoa Kỳ USS Salinas 8.246 GRT ở vị trí cách 610 nmi (1.130 km) về phía Đông Newfoundland, Canada hai ngày sau đó. U-106 kết thúc chuyến tuần tra và quay trở về Lorient vào ngày 22 tháng 11.

### 1942

#### Chuyến tuần tra thứ năm
U-106 xuất phát từ cảng Lorient vào ngày 3 tháng 1, 1942 cho chuyến tuần tra thứ năm, và đã băng qua suốt Đại Tây Dương để hoạt động tại vùng biển phía Nam Newfoundland, Canada và dọc bờ biển Đông Bắc Hoa Kỳ. Tại đây chiếc U-boat đã đánh chìm năm tàu buôn Anh, Hoa Kỳ và Thụy Điển với tổng tải trọng 42.139 GRT trước khi quay trở về Lorient vào ngày 22 tháng 2.

#### Chuyến tuần tra thứ sáu
U-106 khởi hành từ cảng Lorient vào ngày 15 tháng 4 cho chuyến tuần tra thứ sáu, tiếp tục băng qua suốt Đại Tây Dương để hoạt động dọc bờ biển Đông Nam Hoa Kỳ và trong vịnh Mexico. Tại đây nó đã đánh chìm năm tàu buôn và gây hư hại cho một chiếc thứ sáu với tổng tải trọng 33.793 GRT. Sự kiện chiếc tàu chở dầu Faja de Oro 6.067 GRT bị đánh chìm vào ngày 21 tháng 5, là con tàu Mexico thứ hai bị mất trong Thế Chiến II, là nhân tố thúc đẩy Mexico tuyên chiến với Đức Quốc Xã vào ngày 1 tháng 6. U-106 kết thúc chuyến tuần tra và quay trở về Lorient vào ngày 29 tháng 6.

#### Chuyến tuần tra thứ bảy
Sau khi rời Lorient vào ngày 25 tháng 7 cho chuyến tuần tra thứ bảy, trong khi còn đang băng qua vịnh Biscay để tiến ra Đại Tây Dương hai ngày sau đó, U-106 bị một máy bay ném bom Vickers Wellington thuộc Liên đội 311 Không quân Hoàng gia Anh tấn công. Sĩ quan trực cầu tàu đã tử trận và hạm trưởng bị thương, nên con tàu phải hủy bỏ chuyến tuần tra và quay trở về căn cứ Lorient vào ngày 29 tháng 7.

#### Chuyến tuần tra thứ tám
Trong chuyến tuần tra tiếp theo kéo dài từ ngày 22 tháng 9 đến ngày 26 tháng 12, U-106 lại băng qua suốt Đại Tây Dương để hoạt động tại vùng biển chung quanh Newfoundland, Canada. Trong vịnh St. Lawrence vào ngày 11 tháng 10, nó đã đánh chìm chiếc tàu buôn Anh Waterton 2.140 GRT tại tọa độ 47°07′B 59°54′T / 47,117°B 59,9°T.

### 1943

#### Chuyến tuần tra thứ chín
U-106 rời Lorient vào ngày 17 tháng 2, 1943 cho chuyến tuần tra thứ chín, và đã hoạt động trong vùng biển Đại Tây Dương tại lối ra vào phía Tây của eo biển Gibraltar. Tuy nhiên nó không đánh chìm đươc mục tiêu nào, và quay trở về căn cứ Lorient vào ngày 4 tháng 4.

#### Chuyến tuần tra thứ mười - Bị mất

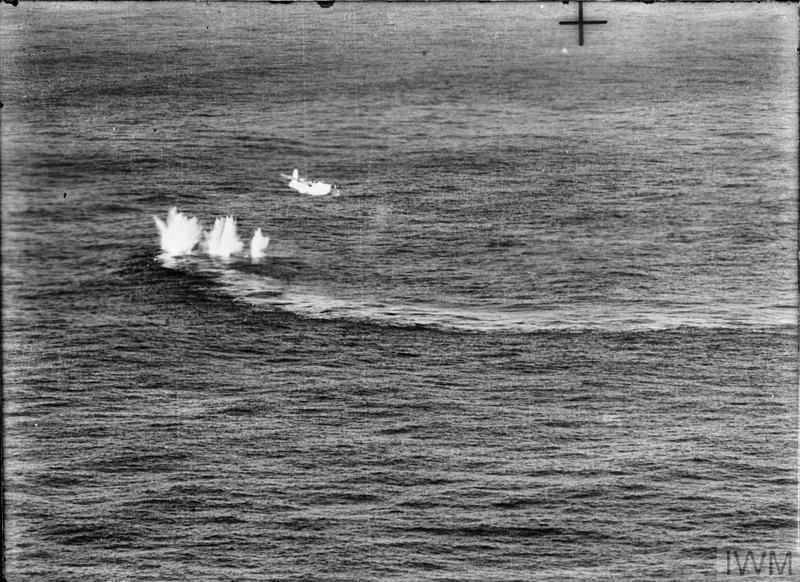
U-106 đang bị tấn công

U-106 xuất phát từ cảng Lorient vào ngày 28 tháng 7 cho chuyến tuần tra thứ mười, cũng là chuyến cuối cùng, để hoạt động trong Đại Tây Dương ngoài khơi vịnh Biscay. Vào ngày 1 tháng 8, nó bị một máy bay ném bom B-24 Liberator thuộc Liên đội 59 Không quân Hoàng gia Anh (RAF)tấn công trong vịnh Biscay. Hai quả mìn sâu thả xuống đã không gây hư hại cho con tàu, nhưng hỏa lực súng máy bắn phá đã khiến một thủy thủ tử trận và hai người khác bị thương.
Sang ngày hôm sau 2 tháng 8, U-106 bị một máy bay ném bom Vickers Wellington thuộc Liên đội 407 RAF tấn công về phía Tây Bắc Tây Ban Nha, và bị hư hại. Trong khi tìm cách gia nhập một hải đội E-boat, nó tiếp tục bị một thủy phi cơ Short Sunderland thuộc Liên đội 407 RAF phát hiện. Mặc dù hỏa lực phòng không chống trả đã đánh đuổi được đối phương, một chiếc Sunderland khác thuộc Liên đội 461 Không quân Hoàng gia Australia đã đánh trúng chiếc tàu ngầm. U-106 nổ tung trước khi đắm theo chiều thẳng đứng, tại tọa độ 46°35′B 11°55′T / 46,583°B 11,917°T. Trong tổng số 48 thành viên thủy thủ đoàn của U-106, 22 người đã tử trận và 26 người khác sống sót được các tàu E-boat cứu vớt sau đó.

### "Bầy sói" tham gia
U-106 từng tham gia ba bầy sói:
- Raubritter (1 – 15 tháng 11, 1941)
- Westwall (1 – 16 tháng 12, 1942)
- Unverzagt (12 – 22 tháng 3, 1943)

### Tóm tắt chiến công
U-64 đã đánh chìm được tám tàu buôn tổng tải trọng 43.945 GRT và hai tàu chiến tổng tải trọng 22.947 tấn, đồng thời gây hư hại cho ba tàu buôn khác:
| Ngày              | Tên tàu            | Quốc tịch              | Tải trọng | Số phận      |
| ----------------- | ------------------ | ---------------------- | --------- | ------------ |
| 17 tháng 1, 1941  | Zealandic          | United Kingdom         | 10.578    | Bị đánh chìm |
| 29 tháng 1, 1941  | Sesostris          | Egypt                  | 2.962     | Bị đánh chìm |
| 11 tháng 3, 1941  | Memnon             | United Kingdom         | 7.506     | Bị đánh chìm |
| 16 tháng 3, 1941  | Almkerk            | Netherlands            | 6.810     | Bị đánh chìm |
| 17 tháng 3, 1941  | Andalusian         | United Kingdom         | 3.082     | Bị đánh chìm |
| 17 tháng 3, 1941  | Tapanoeli          | Netherlands            | 7.034     | Bị đánh chìm |
| 20 tháng 3, 1941  | HMS Malaya         | Hải quân Hoàng gia Anh | 31.100    | Bị hư hại    |
| 20 tháng 3, 1941  | Meekerk            | Netherlands            | 7.995     | Bị hư hại    |
| 24 tháng 3, 1941  | Eastlea            | United Kingdom         | 4.267     | Bị đánh chìm |
| 30 tháng 5, 1941  | Silveryew          | United Kingdom         | 6.373     | Bị đánh chìm |
| 31 tháng 5, 1941  | Clan Macdougall    | United Kingdom         | 6.843     | Bị đánh chìm |
| 6 tháng 6, 1941   | Sacramento Valley  | United Kingdom         | 4.573     | Bị đánh chìm |
| 28 tháng 10, 1941 | King Malcolm       | United Kingdom         | 5.120     | Bị đánh chìm |
| 30 tháng 10, 1941 | USS Salinas        | Hải quân Hoa Kỳ        | 8.246     | Bị hư hại    |
| 24 tháng 1, 1942  | Empire Wildebeeste | United Kingdom         | 5.631     | Bị đánh chìm |
| 26 tháng 1, 1942  | Traveller          | United Kingdom         | 3.963     | Bị đánh chìm |
| 30 tháng 1, 1942  | Rochester          | United States          | 6.836     | Bị đánh chìm |
| 3 tháng 2, 1942   | Amerikaland        | Sweden                 | 15.355    | Bị đánh chìm |
| 6 tháng 2, 1942   | Opawa              | United Kingdom         | 10.354    | Bị đánh chìm |
| 5 tháng 5, 1942   | Lady Drake         | Canada                 | 7.985     | Bị đánh chìm |
| 21 tháng 5, 1942  | SS Faja de Oro     | Mexico                 | 6.067     | Bị đánh chìm |
| 26 tháng 5, 1942  | Carrabulle         | United States          | 5.030     | Bị đánh chìm |
| 27 tháng 5, 1942  | Atenas             | United States          | 4.639     | Bị hư hại    |
| 28 tháng 5, 1942  | Mentor             | United Kingdom         | 7.383     | Bị đánh chìm |
| 1 tháng 6, 1942   | Hampton Roads      | United States          | 2.689     | Bị đánh chìm |
| 11 tháng 10, 1942 | Waterton           | United Kingdom         | 2.140     | Bị đánh chìm |